# Pescia di Collodi
La Pescia di Collodi, detta anche Pescia Minore in contrapposizione alla più importante Pescia di Pescia, è un torrente che scorre all'estremità occidentale della Valdinievole, tra le province di Pistoia e Lucca. Deve il suo nome alla frazione pesciatina di Collodi, che attraversa.
La Pescia di Collodi nasce sulle pendici dell'Appennino nel comune di Villa Basilica (LU) per entrare poi nella provincia di Pistoia, attraversando la zona sud-occidentale del comune di Pescia; per parte del suo corso successivo funge da confine provinciale e tra i comuni di Montecarlo (LU) e Pescia; il suo percorso nella piana interessa poi il comune di Altopascio e rientra nel territorio pistoiese nel comune di Chiesina Uzzanese, per poi confluire nell'alveo del Padule di Fucecchio nel comune di Ponte Buggianese, presso il confine con la città metropolitana di Firenze e le colline delle Cerbaie.